# Salah Sadaoui
Ghali Sadaoui o Saadaoui, más conocido bajo el nombre de Salah Sadaoui es un cantante cabileño, nacido en 1936 en Me Chedallah en la wilaya de Bouira en Cabilia y muerto  el  9 de mayo de 2005  en un hospital parisiense.

## Biografía
Después del regreso de su padre que se había ido a Francia, pasa su niñez en Argel, en la Alcazaba. Muy joven, entra en la coral de la asociación L'Espérance sportive donde conoce al  director de orquesta Amraoui Missoum que se convertirá en  el líder de la música argelina en la inmigración en los años 1950 y 60. Su pasión por la música se acentúa con el descubrimiento de la música egipcia a través de, sobre todo, las comedias musicales de la época. Participa en un grupo « la Rose blanche » con amigos para animar, cada sábado,  las galas de los cafés magrebíes y  las noches en la Alcazaba.
En 1954, emigra a Francia. Llega primeramente en Meurthe y Mosela, como mucha gente de Tamellaht, su pueblo de origen. Su hermano Hamou que lo acompaña no se adapta  y se vuelve a París mientras que Salah acaba de ser contratado en la SNCF. Un mes después, Hamou lo invita a unirse con el, Salah se convierte en trabajador de fábrica. Anima las noches en los cafés norte-africanos que frecuentan sobre todo los inmigrados, antes de encontrar a Amraoui Missoum que le integró en su orquesta como batería y corista  para sus pequeñas galas y noches después de las grabaciones de discos. Trabaja en Radio París. Encuentra a Cherif Kheddam, Akli Yahiaten y Kamel Hamadi. Con su hermano  Hamou, comediante y marionetista argelino, participa en la gira de la compañía artística del FLN en los países del Este, que tiene como objetivo dar a conocer  la causa de los nacionalistas argelinos.
En 1962, decide quedarse  Francia y comienza su carrera solo. Su principal tema es la vida de los inmigrados en Francia, el dolor del exilio y las desilusiones. Canta también bien en francés, árabe argelino y sobre todo en cabilio su lengua materna, canciones que tratan  tanto el humor como la moral como Tiercé, Soukarji (Alcohólica), Ya ouled el Ghorba (Queridos niños del exilio) o Alach François khire meni (Porqué François es mejor que yo ?). Sadaoui toca en  el teatro en  los sketchs con Kaci Tizi Ouzou. En 1967, participa en el  rodaje de scopitones poniéndolo en escena con otros cantantes magrebíes del exilio, siempre para los cafés norte-africanos.
Celebra también Argelia, por su belleza, su pueblo o por la adquisición de su independencia. En 1966, es un de los primeros miembros de la Academia Bereber.
Salah Sadaoui monta un cabaret, L´Oasis, en el  Distrito XI de París donde invita a  estrellas argelinas como Rabah Driassa o Mohamed Lamari. El Ghalia, su esposa  de 1963 a 1974, es también  una de sus intérpretes favoritas.
Frecuenta Barbès y sus tiendas de discos. Crea su editorial discográfica Sadaoui Phone. Compuso   para otros artistas como Meriem Abed y Samy Djazairi.
Durante los años 1970, escribe en todas las lenguas que canta canciones que denuncian la degradación de la vida de los inmigrados o invitando a un regreso al país. Sin embargo el mismo no lo hizo , su importancia no es  la misma allá y prefiere volcarse en sus actividades culturales en París.
Abre una tienda, cerca de La Place de la Bataille-de-Stalingrad en París. Retirado de la escena, participa en numerosas galas junto otros artistas de importancia como Akli Yahyaten, Rabah Taleb...
Muere el 9 de mayo de 2005  en un hospital parisiense y está enterrado en Argel.

## Discografía
- Yecreq yiṭij
- TIENE Rebbi kečč d lqawi
- TIENE ɛemmi Sliman
- Ɛyit, mellit
- Ya bent bladi
- Dak khouya
- Zzman
- Ḥebbit netzewwej weḥdi
- Nadem

## Enlaces  externos
- Música Salah Sadaoui Archivado el 4 de febrero de 2020 en Wayback Machine.
- Oued Saïd Story : emisión de La Œél del ciclón, compilación de scopitones de canciones árabes
- Discographie
- Artículo de Generaciones Expo

- Datos: Q3469545